# Tiszta Szívek mozgalma
A Tiszta Szívek Mozgalma (röviden TSZM, eredeti nevén: Szeress tisztán!, angolul Pure in Heart) egy katolikus lelkiségi mozgalom, melynek célja a római katolikus egyház erkölcsi tisztasággal kapcsolatos tanításainak megismertetése, népszerűsítése, különösen a középiskolás fiatalok körében, és az annak megélését vállalók segítése.

## Története
A 2000-ben megrendezett római Ifjúsági Világtalálkozón dublini katolikus fiatalok egy csoportja meghallotta II. János Pál pápa felhívását: „Ne féljetek az új évezred szentjeivé válni!" Válaszolni akarnak erre a felhívásra még akkor is, ha ez kortársaikkal ellenkező és tőlük különböző életmódot jelent. Úgy érezték, fel kell vállalniuk a szüzességért való harc kihívását, s így született meg egy már meglévő, Međugorje lelkületét követő imacsoportból a Tiszta Szívek közössége.
Magyarországon 2009 júliusában a nemzetközi Tiszta Szívek Mozgalmához csatlakozásra buzdító felhívást tett közzé Dr. Kerényi Lajos piarista atya az évente megrendezésre kerülő egerszalóki katolikus ifjúsági találkozón. A találkozón négy napja alatt közel 100 fiatal jelentkezett, s ezzel létrejött a hazai Tiszta Szívek Mozgalma. Azóta nő a számuk. Közelítik a 150-et. 2009 őszén megtartották az első kongresszusukat Budapesten az Ecseri-Üllői út sarkán lévő Szent Kereszt-templomban, hatvan fő részvételével. Már akkor meghirdették a tavaszi kongresszust, amely 2010. április 17-én volt ugyanott.

## Tevékenysége
A mozgalom célja ráirányítani a figyelmet arra, hogy férfi és nő kölcsönös szereteten és tiszteleten alapuló monogám kapcsolata vagy az őszinte, Istennek szenteltségben megélt papi-szerzetesi hivatás máshoz nem fogható boldogságot hordoz. Céljuk, hogy tanítást, ösztönzést és erőt adjanak a fiataloknak egy olyan egészséges életmódhoz, amelynek alapja a korai szexuális tevékenységtől való tartózkodás és a tisztaság erényének gyakorlása. Ezt konkrétan iskolákban és lelkigyakorlatokon tartott beszédek által és az imacsoportok ima- és közösségi ereje által valósítják meg. A mozgalom bejegyzett nonprofit szervezet, mely adományokból tartja fenn magát. Ez teszi lehetővé, hogy évente négy fiatal teljes idejében a missziónak szentelje magát. Ők egy képzési idő után kettesével látogatják a középiskolákat. Többnyire az igazgató meghívására mennek, és egy általuk kidolgozott prezentáció segítségével tartják a beszédeket. Vallják, hogy az egyház nem tilt, és nem mond nemet az örömre, hanem igent mond az életre, és az ember boldogságát akarja. Az az általános tapasztalat, hogy a fiatalok fogékonyak, és nagy figyelemmel hallgatják az előadásokat. A nap végén döntést hozhatnak, és aláírhatnak egy tisztasági fogadalmat. A célok megvalósítása érdekében a közösség tagjai segítik egymást lelki és szellemi támasszal, közös programokkal. Más közösségekkel együttműködve a fiatalok számára lelki napokat, lelkigyakorlatokat is szerveznek. Az imacsoportok hetente gyűlnek össze, hogy támogassák az evangelizációs munkát, és építsék a közösséget. Havonként engesztelő virrasztást tartanak. Kezdeményezésük mottója: Fiatalok a fiatalokért – adj egy évet az életedből! Magyarországon is a mozgalom félévente megrendezésre kerülő országos találkozóján (kongresszuson) túl a helyi csoportok rendszeresen jönnek össze, és a tisztaság megőrzésében segítik egymást. A tagok e-mailben is tartják egymással a kapcsolatot.

## Tagság
A mozgalomhoz bárki csatlakozhat bármikor. A csatlakozás előfeltétele a gyónás (bűnbánat szentsége), áldozás (Oltáriszentség vétele), a Tiszta Szívek imájának elmondása, és készen állás az imában tett ígéretek teljesítésére. A Tiszta Szívek Mozgalma felajánló imádságába foglalt vállalásokat a tagok mindennap megújítják, hogy azokra állandóan emlékezve be tudják vezetni azokat az életükbe. A tagok hiszik, hogy az Úr Jézus képes meggyógyítani minden – emberileg gyógyíthatatlan – lelki betegséget, sebet, rabságot és függőséget. Csak bízni kell őbenne és vállalni a mindennapi kereszteket, amelyeket a hit ajándékaként fognak fel.
A mozgalom fontosnak tartja az önfegyelem képességének erősítését, ami elsősorban azt jelenti, hogy rendszert ill. rendet vezetnek be mindennapi feladataikba, gondolkodásukba, lelki és érzelmi téren, valamint a másokkal való kapcsolataikban is. Ezért a tagoknak konkrét és magas elvárásokat kell támasztaniuk magukkal szemben, a szokásos, mindennapi dolgokra is kiterjedően, mint pl. a pontosság, a nyelvi kultúra, dolgaik rendben tartása, a személyes higiénia, a tiszta öltözet, szavuk betartása stb. Ugyanakkor meg kell tervezniük a napi programjukat, és abban ki kell tartaniuk. A mozgalom szükségesnek látja, hogy mindennap jusson állandó idő az imádságra (reggel, délben és este), tanulásra, munkára és pihenésre: 
- imádság: mindennap legyen reggel, délben és este olyan időszak, amelyet csak Istennek tartanak fenn. El kell tervezniük, hogy mikor imádkozzák pl. a rózsafüzért, mikor olvassák a szentírást, mikor mennek szentmisére, hogyan jutnak el a szentségimádásra. Legyen az imának konkrét formája. A következőket ajánlják a tagok számára:
  - a napot kezdjék Istennek vagy a Szűzanyának való fölajánlással, imában legyen személyes kapcsolatuk Jézussal és a Szűzanyával,
  - ismerjék meg Boldog Karolina Kózkówna, Kalkuttai Szent Teréz, Szent Fausztina, Pio atya és más szentek életét,
  - naponta elmondani a Tiszta Szívek imáját,
  - naponta egy vagy két tized rózsafüzér és az Isteni Irgalmasság rózsafüzére elimádkozását,
  - a napi szentírásolvasást,
  - hetente akár többször is a szentségimádást,
  - hetente akár többször is szentáldozást,
  - böjtöt szerdánként és péntekenként,
  - a havi (súlyos bűn elkövetése esetén gyakoribb) szentgyónást különösen fontosnak tartják.
- tanulás, munka: meg kell határozniuk a tanulásra, munkára, a gyengék és rászorulók segítésére fordított időt. Keményen kell végezniük a munkát, tanulást.
- pihenés: meg kell határozniuk a pihenésre fordított időt, és meg kell tanulniuk pihenni. Fontosnak tartják, hogy a szervezet tudjon teljesen regenerálódni, ami általában napi 8 órás alvást jelent. Megpróbálnak állandó időpontban, minél korábban kelni és ennek megfelelő időpontban lefeküdni.
- sport: ajánlott, hogy a napi programban találjanak időt sportolásra vagy bármilyen rendszeres fizikai erőfeszítésre. Kiemelendően alkalmas aktív pihenési formának tartják a mozgást, a (szabadtéri) sportot és a természetjárást.

Ezek mellett a következőkre is odafigyelnek:
- A kitűzött tervet tartani kell: elhatározzák, hogy amikor a legkevésbé van hozzá kedvük, akkor rákényszerítik magukat a terv betartására, és nem engednek a változó hangulatoknak ill. érzelmeknek. Úgy látják, hogy ezzel képessé válnak az önzés és a kedvetlenség leküzdésére, mert nem azt teszik, amihez éppen kedvük van.
- Fontosnak tartják, hogy mindent jó szívvel végezzenek: a hangulattól és kedvtől függetlenül, az aznapi kötelességet, imát, munkát, pihenést, edzést az elhatározás alapján minél jobban teljesítsék.
- A kudarcok ellenére sem adják fel a küzdelmet: a tagok vállalják, hogy nem csüggednek el minden bukás után, hanem azonnal gyónni mennek, a szentgyónás segítségével újra talpra állnak, és igyekeznek kegyelmi állapotban maradni. Ha gyakran elbuknak, nem adják fel, sőt annál inkább küzdenek és harcolnak. Úgy látják, hogy a függőségekből való szabaduláshoz (gyógyuláshoz) sok türelem kell, és ez a folyamat hosszú időt vehet igénybe. A gyógyuláshoz kitartóan tartani kell magukat elhatározásukhoz, és bízniuk kell Istenben. Hiszik, hogy mindenki életében eljön a végső győzelem napja Krisztusnak köszönhetően, aki az imában, a bűnbánat és az Eucharisztia szentségében újra és újra erőt ad. Úgy gondolják, hogy a Sátán egyik legfélrevezetőbb kísértése az a sugallat, hogy lehetetlen megszabadulni a pornográfiától való függéstől, önkielégítéstől, drogfüggőségtől, anorexiától vagy más káros szenvedélytől. A Sátán a keresztény hit szerint a hazugság atyja, és ezért szüntelenül tagadja, hogy mindenre képes az az ember, aki hinni fog és teljesen megbízik Istenben. Ezért még ha mindennap szükséges is gyónniuk, a tagok akkor sem adhatják meg soha magukat a kedvetlenségnek.
- Nem hallgattatják el a lelkiismeretet, éberen figyelnek: a lelkiismeretesség a mozgalom tagjai számára azt jelenti, hogy a jót jónak, a gonoszt gonosznak tartják anélkül, hogy e kettőt összekevernék, mert a jót továbbfejleszteni, a gonoszságot viszont legyőzni törekszenek. Ezt alapvető fontosságúnak tartják, amit nem lehet és nem is akarnak elnyomni vagy háttérbe szorítani, hanem mindig gondolni akarnak rá. Különösen akkor, amikor a körülmények miatt az értékrendjük szerinti gonoszságot mentegetni próbálnák, akkor akarnak jobban gondolni a jó lelkiismeret szavára. Így határozott ellenállást akarnak tanúsítani a római katolikus egyház erkölcsi tanításával összeegyeztethetetlen elméletek és gyakorlatok ellen. Ezt egyben éberségnek is hívják. Számukra ébernek lenni egyben azt is jelenti, hogy nemcsak a saját érdekükre és véleményükre vannak tekintettel, hanem másokkal is figyelmesek, ami végeredményben az egész emberiség iránti felebaráti szeretetet is magában foglalja. Emiatt mindennap, az esti ima során lelkiismeret-vizsgálatot tartanak. Gondolatban végignézik az egész napot, és értékelik, mennyire sikerült megvalósítaniuk azt, amit elterveztek. Megköszönik a megvalósított jót, és bocsánatot kérnek az összes hanyagságért és bűnért. És ha súlyos bűnt követtek volna el, akkor igyekeznek azonnal a szentgyónás szentségében részesülni, hogy mindig a megszentelő kegyelem állapotában lehessenek.

## Tiszta Szívek Imája

### Szerkezete
Az ima felépítése a következő:
- Az első rész egy önátadás (az emlékezet, az elme, az akarat, a lélek és a test átadása a nemiséggel együtt) Krisztusnak.
- A következő rész olyan ígéretek megtétele, melyeket konkrétan megvalósítanak a mindennapi életben:
  - A TSZM tagok ígérik, hogy nem fognak szexuális kapcsolatot létesíteni, míg nem részesülnek a házasság szentségében.
  - A TSZM tagok ígérik, hogy nem fognak olvasni, vásárolni és nézegetni pornográf tartalmú újságokat, programokat és filmeket sem. (Itt mindenkinek személyesen kell meghoznia konkrét és radikális döntéseit, melyek az ő helyzetében nélkülözhetetlenek a fenti elhatározások kivitelezésében.)
  - A TSZM tagok ígéretet tesznek, hogy mindennap személyesen találkoznak Krisztussal az imádságban, a Szentírás olvasásában, a gyakori szentáldozásban és az Oltáriszentség imádásában.
  - A TSZM tagok ígéretet tesznek a rendszeres szentgyónásra, a kedvetlenség legyőzésére és minden bűnből való azonnali felállásra. Elhatározást tesznek, hogy türelmesek lesznek, és nem fognak engedni a kedvetlenségnek, hiszen az egoizmustól és más hibáktól való teljes megszabaduláshoz hosszú időre van szükség. A TSZM tagja elkötelezi magát, hogy ha kísértésbe esne és súlyosan vétkezne, akkor azonnal elmegy gyónni, hogy mindig a megszentelő kegyelem állapotában legyen.
- A TSZM Imádságban közvetlenül az ígéretek után egy kérés következik, amit Jézusnak címeznek, hogy tanítsa a tagokat az önmagukon való rendszeres munkálkodásra, hogy képesek legyenek kontrollálni a szexuális vágyaikat, érzéseiket és érzelmeiket.
- A felajánló imádság utolsó kérése, amely egyúttal egy elköteleződés is, a rosszal való mindennapi küzdelemmel kapcsolatos – hogy sose nyúljanak drogokhoz, és kerüljenek mindent, ami függőséget okoz, főleg az alkoholt és a nikotint.

### Változatai
| Első változat | Második változat | Harmadik változat |
| --- | --- | --- |
| Uram Jézus, hálát adok azért a szeretetért, amivel a rosszat jóvá változtatod, a sebeket begyógyítod.                               | Uram, Jézus, hálát adok neked a határtalan szeretetedért, amely megvéd a rossztól; ha elbuktam, felemel a legnagyobb mélységből, és meggyógyítja a legfájdalmasabb sebeket is. | Uram Jézus, hálás vagyok azért a szeretetért, amivel a rosszat jóvá teszed, a sebeket begyógyítod.                     |
| | | Tisztítsd meg szívemet attól a rossztól, ami megakadályozza, hogy a tiszta szeretetet megismerjem.                     |
| Fölajánlom neked emlékezetemet, testemet, lelkemet, akaratomat.                                                                     | Fölajánlom Neked emlékezetemet, elmémet, akaratomat, lelkemet és testemet a nemiségemmel együtt. | Uram, fölajánlom emlékezetemet, lelkemet, testemet, nemiségemet.                                                       |
| Ígérem, hogy nem létesítek szexuális kapcsolatot, amíg nem részesülök a házasság szentségében.                                      | Ígérem, hogy nem létesítek szexuális kapcsolatot, amíg nem kötök szentségi házasságot. | Ígérem, hogy nem létesítek szexuális kapcsolatot, amíg nem részesülök a házasság szentségében.                         |
| Mától kezdve nem veszek, nézek vagy olvasok pornó anyagokat.                                                                        | Elhatározom, hogy nem fogok vásárolni, olvasni vagy nézni pornográf tartalmú újságokat, könyveket, műsorokat, filmeket. (A lányok hozzátehetik: Szerényen és egyszerűen fogok öltözködni, és igyekszem elkerülni, hogy öltözetem szemérmetlen gondolatokat vagy vágyakat keltsen másokban.) | Mától kezdve nem veszek, olvasok vagy nézek pornó anyagokat.                                                           |
| Minden nap találkozni akarok veled az imádságban, a szentírásolvasásban, a gyakori szentáldozásban és a szentségimádásban.          | Ígérem, hogy mindennap találkozni fogok Veled az imádságban, a Szentírás olvasásában, a gyakori szentáldozásban és a szentségimádásban. | Minden nap imádkozom, olvasom a Szentírást, rendszeresen gyónok, áldozom, és a Szeretet Tíz Parancsolata szerint élek. |
| Elhatároztam, hogy gyakran járulok a bűnbánat szentségéhez, nem hagyom, hogy elkedvetlenedjek, minden elbukás után újra felállok.   | Elhatározom, hogy rendszeresen fogok járulni a bűnbánat szentségéhez; nem hagyom, hogy bűneim kedvem szegjék, és azonnal talpra állok minden bukás után. | |
| Jézusom, taníts meg következetesen munkálni jellememet, hogy tudjak uralkodni a szexuális és érzelmi vágyaimon.                     | Jézusom, taníts meg rendszeresen alakítani jellememet, főleg hogy képes legyek uralkodni szexuális vágyaimon és érzelmeimen! | Uram Jézus, légy mesterem. Taníts meg uralkodni szexuális vágyaimon és érzelmeimen.                                    |
| Merjek minden nap „árral szemben úszni”, ne szedjek be kábítószert, kerüljek mindent, ami függőséget okoz, az alkoholt, a nikotint. | Adj bátorságot, hogy mindennap szembeszegüljek a rosszal, távol tartsam magam a kábítószerektől, és kerüljek mindent, ami függőséget okoz, elsősorban az alkoholt és a dohányzást! | Segíts elkerülnöm mindent, ami gyengíti az akaratot: a cigarettát, az alkoholt és a drogokat.                          |
| Taníts úgy élni, hogy életemben a szeretet legyen a legfontosabb.                                                                   | Taníts meg úgy élni, hogy a szeretet legyen a legfontosabb az életemben! | Taníts meg arra, hogy miként lehet a szeretet életem legfontosabb része.                                               |
| Mária, anyám, vezess a hit útján a szeretet forrásához, fiadhoz, Jézushoz.                                                          | Szűz Mária, Édesanyám, vezess a hit útján a szeretet forrásához, Jézushoz, hogy csak benne bízzam, és csak benne higgyek. | Szűzanya, vezess a hit útján, a szeretet forrásához, Jézushoz, hogy csak benne bízzam és csak benne higgyek.           |
| Isten szolgája, II. János Pál példájára szeretném magam teljesen neked ajánlani: Totus tuus, Mária!                                 | II. János Pál pápa példáját követve szeretném magam teljesen Neked ajánlani: »Egészen a tiéd vagyok, Mária!« Szeplőtelen Szívedbe ajánlom magamat, mindazt, ami vagyok, minden lépésemet, életem minden pillanatát.                                                                         | |
| Boldog Karolina, könyörögj érettünk!                                                                                                | Boldog Karolina, járj közben szívem tisztaságáért! | |
| Ámen! | Ámen! | Ámen! |

## Tiszta Szívek Mozgalma Házaspároknak (TSZMH)
A TSZMH-ba való belépés feltétele a szentgyónás, szentáldozás és szentáldozás után a következő ima elmondása: 
„Neked adom Uram, magamat, gondolataimat, értelmemet, lelkemet és testemet.
Kérlek, taníts meg engem szeretni feleségemet (férjemet) és gyermekeimet, a Tőled származó szeretettel.
Jézus Krisztus, adj nekünk kettőnknek tiszta szívet, a Te Szíved mintájára, úgy, hogy a mi együttlétünket okos, nagylelkű, önfeláldozó, önzetlen, a Te parancsaidat és törvényeidet hűségesen őrző szeretetté formálja.
Segítsen minket ebben a napi, családi, közös ima, a szentolvasó, az Irgalmasság rózsafüzére, a szentmisén való közös részvétel és a gyakori szentáldozás.
Ismerjük el botlásainkat és legyen béke köztünk, a megbocsátás szellemében.
Add, hogy szüntelenül merítsünk a házasság szentségének kegyelmeiből. 
Uram, Jézus, légy az életünk kizárólagos Ura!
Taníts meg az érzelmi ingerek, indulatok ellenőrzésének tudatos elsajátítására úgy, hogy a feleségem (férjem) iránti szerelmem ne a hangulatomtól és érzelmeimtől függjön, hanem állandó és gondoskodó legyen, folytonos jóságom kinyilvánítása mellett. 
Kérem Tőled a tiszta, házastársi szerelmet, hogy házastársam számára érdeknélküli adomány lehessek.
Tisztítsd meg szerelmünket minden önzéstől, add, hogy mindig meg tudjunk bocsátani egymásnak, ne tartsuk magunkban a sértést és hogy imádkozzunk egymásért.
A tiszta szívem megőrzésének érdekében elhatároztam, hogy pornográf filmeket és műsorokat soha nem nézek meg, továbbá soha nem veszek és nem olvasok ilyen témájú újságokat sem.
Nem szedem be a fogamzásgátló szereket, és készen vagyok elfogadni minden gyermeket, akikkel az Isten megáld.
Kérlek Uram, segíts, hogy mellőzzem mindazt, ami függőséget, kényszert és a rosszhoz való csábítást okoz!
Mária, Édesanyám, vezess engem a hit útján házasságunk egyetlen szerelmi forrásához, Jézushoz, hogy mindig bízzak és higgyek Benne!
Ámen.” 
A TSZMH Felajánló imájának másik változata: 
"Urunk, Jézus, hálát adunk neked a határtalan szeretetedért, amely megvéd a rossztól; ha elbuktunk, felemel a legnagyobb mélységből, és meggyógyítja a legfájdalmasabb sebeket is. Fölajánljuk neked emlékezetünket, elménket, akaratunkat, lelkünket és testünket a nemiségünkkel együtt. Köszönjük, hogy jelen vagy a házasság szentségében; ez a mi legdrágább kincsünk. Csakis nálad találjuk meg az orvosságot és az erőt, mellyel leküzdhetünk minden nehézséget és válságot. Ezért ígérjük, hogy mindennap találkozni fogunk veled az imádságban, a Szentírás olvasásában, a gyakori szentáldozásban és a szentségimádásban. Elhatározzuk, hogy rendszeresen fogunk járulni a bűnbánat szentségéhez; nem hagyjuk, hogy erőt vegyen rajtunk a csüggedés, s azonnal talpra állunk minden bukás után. Ígérjük, hogy soha nem fogunk vásárolni, olvasni vagy nézni pornográf tartalmú újságokat, internetoldalakat, műsorokat és filmeket, melyek a házastársi hűtlenséget és a szabadosságot hirdetik. Ígérjük, hogy nem fogunk fogamzásgátló szereket használni, és mindig készek leszünk elfogadni minden gyermeket, akit te, Urunk, életre akarsz hívni. Jézusunk, taníts meg minket rendszeresen alakítani jellemünket, főleg hogy képesek legyünk uralkodni szexuális vágyainkon és érzelmeinken! Taníts meg minket arra, hogy önzetlenül szeressük egymást és gyermekeinket! Kérjük, adj nap mint nap bátorságot, hogy környezetünk nyomása ellenére távol tartsuk magunkat mindentől, ami függőséget okoz, elsősorban a kábítószerektől, az alkoholtól és a dohányzástól! Taníts meg minket úgy élni, hogy a szeretet legyen a legfontosabb az életünkben, s hogy egymás támaszai és segítőtársai legyünk! Alakíts minket a saját képmásodra és hasonlatosságodra, hogy tanúságot tehessünk a te feltétel nélküli, megbocsátó és megszentelő szeretetedről.  
Szűz Mária, Édesanyánk, vezess minket a hit útján a szeretet forrásához, Jézushoz. II. János Pál pápa példáját követve teljesen neked adjuk át magunkat: »Egészen a Tiéd vagyok, Mária!« Szeplőtelen Szívedbe ajánljuk magunkat, mindazt, amik vagyunk, minden lépésünket, életünk minden pillanatát. Ámen."

## Külső hivatkozások
- "Boldogok a tisztaszívűek" imakonferencia 2009: Fiatalok a fiatalokért - adj egy évet az életedből! (előadás)[halott link]
- Tiszta szívvel (2009-es prezentáció)
- Tiszta szerelem (2009-es prezentáció)